# Albertaceratops
Albertaceratops is een geslacht van dinosauriërs, behorende tot de groep van de Ceratopidae, dat tijdens het Late Krijt leefde in het huidige Canada.

## Vondst en naamgeving
De typesoort Albertaceratops nesmoi werd in 2007 beschreven door Michael Ryan, de conservator van het Cleveland Museum of Natural History. De geslachtsnaam verwijst naar de Canadese provincie Alberta; "ceratops" betekent "hoorngezicht", een gebruikelijke aanduiding bij de Ceratopidae. De soortaanduiding eert Cecil Nesmo, een lokale rancher die zich altijd voor paleontologisch onderzoek heeft ingezet. Ryan had eerder in 2003 voor materiaal dat hij in 2007 aan Albertaceratops toewees de naam "Medusaceratops" gebruikt, in een dissertatie die echter nooit gepubliceerd werd zodat de naam niet geldig was. Later bleek hem dat dit materiaal toch aan een eigen soort toebehoorde die hij in 2010 alsnog als Medusaceratops lokii benoemde.
De vondst, door Ryan persoonlijk gedaan in augustus 2001 in het Pinhorn Grazing Reserve, holotype TMP 2001.26.1, bestaat uit een vrijwel complete schedel uit de onderste Oldmanformatie van het Campanien, ongeveer 78 miljoen jaar oud; alleen de onderkaken ontbreken. Verder zijn elders nog resten gevonden die aan de soort werden toegewezen; samen leveren zij een vrij compleet beeld op van het hele skelet. Deze fossielen zijn in particuliere hand en ontberen daarmee een inventarisnummer. Een reconstructie van het skelet zal worden tentoongesteld in het Royal Tyrell Museum te Drumheller, het grootste dinosauriërmuseum ter wereld.

## Beschrijving
Albertaceratops is een vrij forse ceratopide. In 2010 schatte Gregory S. Paul de lichaamslengte op 5,8 meter, het gewicht op drieënhalve ton. Wegens de vermenging van materiaal van Medusaceratops is Ryans diagnose uit 2007 niet geheel bruikbaar. Zij verwijst daarbij naar de nogal variabele bouw van de wenkbrauwhoorns. Uniek bij Albertaceratops is in ieder geval de vorm van het nekschild.
De snuit is bij Albertaceratops kort en extreem bol gekromd. Het neusgat is eveneens kort en hoog. De omtrek ervan is wat rechthoekig; de achterrand is echter bol en de voorrand golvend hol. Boven op de neus bevindt zich de beenaanzet van een structuur zoals bij Achelousaurus en Pachyrhinosaurus, misschien een hoorn die echt van hoorn gemaakt is. In dit geval is de structuur echter erg langwerpig en vrij laag en nauw. Een echte neushoorn ontbreekt dus. De wenkbrauwhoorns zijn vrij lang, ongeveer een halve meter. Ze bevinden zich recht boven de eivormige oogkassen. Hun bases zijn al naar voren en bezijden gericht en de hoornkern zet die kromming voort.
De schedel heeft het voor de groep kenmerkende nekschild. Dit is matig kort en steekt achteraan sterk omhoog. Door beschadigingen is het precieze aantal osteodermen op de zijrand van het schild, de episquamosalia op het het squamosum, niet bekend; het lijkt erop dat er bovenaan minstens drie geplaatst zijn. Van de epiparietalia, de osteodermen op de rand van het wandbeen, staan er vier kleinere op de bovenste zijrand van het schild. Deze interpreteerde Ryan als de nummers vier tot en met zeven (P4-7). In de bovenste schildhoek staat een zeer grote en afgeplatte osteoderm, vermoedelijk het derde epiparietale, waarvan de basis wellicht een hele helft van de achterrand beslaat. Deze kromt zich volgens Ryans interpretatie uit 2007 in het vlak van het schild een halve cirkel naar buiten en voren totdat de punt ter hoogte van het vierde epiparietale ligt. Hierbij liet hij zich echter beïnvloeden door het materiaal van Medusaceratops: bij het holotype is de mate van kromming niet vaststelbaar en misschien is het derde epiparietale zelfs helemaal niet gekromd maar een platte tongvormige plaat. Tussen beide derde epiparietalia ligt een kleine ronde inkeping op de middenlijn van het schild. Van het tweede en eerste epiparietale is geen spoor te bekennen: Ryan kwam tot zijn telling vanuit de gebruikelijke positie van zulke elementen bij de verwanten. In beide wandbeenderen bevinden zich langwerpige ovale openingen, de parietaalvensters.
De toewijzing van elementen achter de schedel, de postcrania, was in 2007 weer gebaseerd geweest op gelijkenis met het materiaal dat later van Medusaceratops bleek te zijn. Het gevolg is dat er tot de vondst van een exemplaar dat schedel en postcrania verenigt over die laatste geen betrouwbare gegevens voorhanden zijn.

## Fylogenie
De lange wenkbrauwhoorns leidden in een voorlopige kladistische analyse tot de conclusie dat Albertaceratops de meest basale bekende soort in de Centrosaurinae vormt, daar die bij latere leden in de groep gereduceerd worden.